# Xenohyla
Xenohyla é um gênero de anfíbios da família Hylidae.
As seguintes espécies são reconhecidas:
- Xenohyla eugenioi Caramaschi, 1998
- Xenohyla truncata (Izecksohn, 1959)